# Bernardo de Sajonia-Weimar
Bernardo de Sajonia-Weimar (en alemán: Bernhard von Sachsen-Weimar; Weimar, Alemania, 16 de agosto de 1604-Neuenburg del Rin, Alemania, 18 de julio de 1639) fue un príncipe alemán y general en la guerra de los Treinta Años.

## Biografía
Nació en Weimar (Ducado de Sajonia-Weimar) el 16 de agosto de 1604. Bernardo fue el undécimo hijo del duque Juan II de Sajonia-Weimar y Dorotea María de Anhalt.
Bernardo recibió inusualmente una buena educación y estudió en la Universidad de Jena, pero pronto partió al Electorado de Sajonia para participar en ejercicios de caballería.
Cuando estalló la guerra de los Treinta Años, Bernardo tomó partido por el bando protestante y sirvió a las órdenes de Ernesto de Mansfeld en la batalla de Wiesloch (1622), a las del margrave de Baden, Jorge Federico en la de Wimpfen (1622) y con su hermano Guillermo en la de Stadtlohn (1623), tres choques que acabaron en derrota.
Posteriormente participó en la campaña de Cristián IV de Dinamarca. Cuando Cristián se retiró de la guerra, Bernardo fue a las Provincias Unidas e intervino en el famoso sitio de Bolduque en 1629.
Cuando el rey Gustavo II Adolfo de Suecia desembarcó en Alemania en 1630, Bernardo se puso a su servicio; fue por un corto periodo de tiempo coronel de la guardia montada sueca. Después de la batalla de Breitenfeld (1631), acompañó a Gustavo a través de Renania y durante la batalla del Alte Veste (1632). Mandó numerosas expediciones en casi todas las regiones alemanas en las que hubo combates, desde el Mosela hasta Tirol, demostrando gran valentía en la batalla del Alte Veste y tras la batalla de Lützen (1632). Cuando Gustavo II cayó mortalmente herido, Bernardo asumió el mando, mató a un coronel que se negaba a entrar en combate con sus hombres y finalmente obtuvo la victoria.

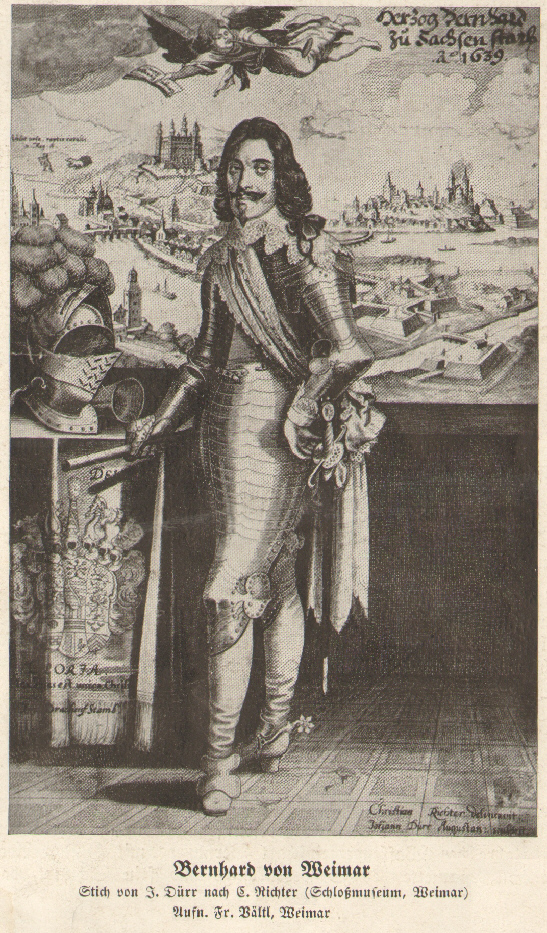
Miniatura de Bernardo de Sajonia-Weimar

Después de este hecho estuvo subordinado a su hermano Guillermo, que era teniente general de las tropas suecas y fue el sucesor en el mando, pero más tarde obtuvo el mando de un ejército independiente.
Bernardo continuó con sus incursiones en el sur de Alemania, y junto con el general sueco Gustaf Horn invadió con éxito Baviera en 1633, que estaba defendida por Johann von Aldringen. Este mismo año se le concedieron a Bernardo los territorios de los antiguos obispados de Wurzburgo y Bamberg y recibió el título de duque de Franconia. Nombró a su hermano Ernesto I de Sajonia-Gotha Statthalter (lugarteniente) y volvió a la guerra. Acumuló victorias para el bando protestante, llegando a ser considerado por los protestantes alemanes el salvador de su religión. Pero en 1634 fue derrotado en Nördlingen, perdiendo muchas de las mejores unidades del ejército sueco. 
En 1635, Bernardo pasó al servicio de Francia, que por aquel entonces entró en el conflicto por el bando protestante. Fue al mismo tiempo general en jefe de las fuerzas sustentadas por la Liga de Heilbronn, formada por príncipes protestantes y general pagado por Francia. Esta doble posición causó dificultades en las campañas posteriores, en las que a veces obedecía a intereses puramente franceses y a veces empleaba mercenarios franceses que apoyaban la causa de los príncipes. Desde el punto de vista militar, sus acciones más notables se produjeron en terreno común en el curso superior del Rin en Brisgovia.
En 1638 Bernardo salió victorioso en las batallas de Rheinfelden, Wittenweiher (Schwanau) y Thann, que le permitieron apoderarse de Rheinfelden, Friburgo y Breisach, respectivamente. Francia había confirmado que le entregaría Alsacia y Haguenau, pero estos territorios habían sido perdidos en la debacle de 1634, por lo que Bernardo pretendió crear un ducado con capital en Breisach.
Pronto su salud empezó a deteriorarse. Finalmente, el 18 de julio de 1639 murió en Neuenburg del Rin, cuando estaba comenzando la campaña contra esa ciudad. Tras su muerte, el gobernador de Breisach fue sobornado para que la ciudad fuera entregada a Francia. Bernardo fue enterrado en Breisach, pero sus restos fueron trasladados posteriormente a Weimar.